# Tony Hadley
Anthony Patrick "Tony" Hadley (Londres, Inglaterra, 2 de junho de 1960), é um cantor e compositor britânico. 
Ele passou os anos 80 a cantar nos Spandau Ballet, naquela que foi uma das bandas de maior sucesso do new romantic. A sua voz é considerada uma das melhores da década, contribuindo para fazer de canções como True, Only When You Leave, How Many Lies ou Through The Barricades, entre muitas outras, clássicos obrigatórios em qualquer colectânea dos anos 80.
Quando os Spandau Ballet encerraram a actividade, em 1989, Hadley iniciou carreira solo. Nunca conseguiu atingir o sucesso de outrora, apesar de, até hoje, manter uma agenda bastante preenchida (já fez digressões com os Go West e com Martin Fry, dos ABC) e continuar a gravar. Para além da música, Tony Hadley tem uma intensa actividade ao nível da beneficência. O seu gosto pelo futebol leva-o ainda a fazer parte da equipa de jogadores veteranos e celebridades do Arsenal. Em 2007, e durante três meses, esteve no musical Chicago, em cena no Cambridge Theatre de Londres, interpretando o papel do advogado corrupto Billy Flynn (que, no filme, pertencia a Richard Gere).
A discografia a solo de Tony Hadley inclui The State of Play (1992), Tony Hadley (1997), álbum de versões, no qual podemos encontrar Save A Prayer (com participação de Simon LeBon nos coros), Slave To Love e Woman In Chains, Obsession (2000), Debut (2000), gravação e ao vivo do primeiro concerto solo, em 1992, na Alemanha, True Ballads (2003) e Passing Strangers (2006)